# Kongnamul-muchim
Pour les articles homonymes, voir Haricot mungo pour le germe de soja vert.

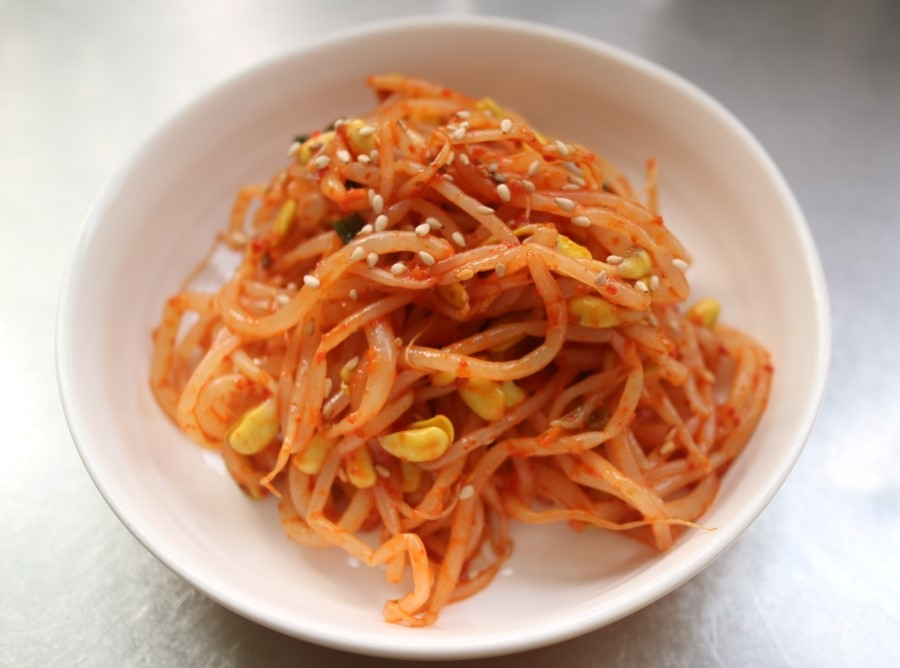
Un plat de kongnamul épicé.

Le kongnamul-muchim (콩나물무침) est un plat coréen à base de pousses de soja. En coréen, le mot kongnamul désigne à la fois les pousses de soja elles-mêmes et le namul (plat de légumes assaisonné) dont elles constituent l'ingrédient principal. Il s'agit de germes de soja (jaune, par opposition aux germes mungo que l'on appelle à tort soja vert, et que l'on trouve généralement en Europe) bouillis et servis froids avec de l'huile de sésame grillé, des oignons, de l'ail et des graines de sésame.

## Histoire

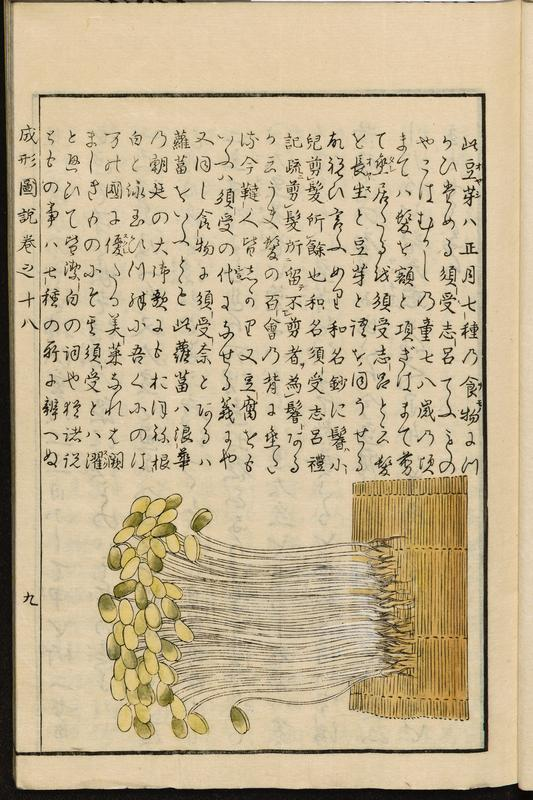
Illustration de 1804 expliquant la pousse du soja

Il est généralement admis que les pousses de soja ont été consommées en Corée depuis la période des Trois Royaumes ou le début de l'ère Goryeo. Le germe de soja est mentionné dans un document de cette ère, le Hyangyak Gugeupbang (hangeul : 향약구급방 ; hanja : 鄕藥救急方) : lorsque Taejo (877-943) fonda le pays, les soldats furent sauvés de la famine en cultivant des germes de haricot près des cours d'eau,.
Dans un document de l'ère Joseon, le Sallim gyeongje (hangeul : 산림경제 ; hanja : 山林經濟), des méthodes de préparation sont décrites et dans un autre document de cette ère, le Seonghosaseol (hangeul : 성호사설 ; hanja : 星湖僿說), il est dit que les pauvres utilisaient les germes pour faire du juk, une bouillie. Le germe de soja est encore mentionné dans le Cheongjanggwanjeonseo (hangeul : 청장관전서 ; hanja : 靑莊館全書) comme la principale nourriture consommée pendant les famines.

## Utilisation en alimentation humaine
Le germe de soja est toxique cru (contrairement aux germes de haricots mungo communément appelés "germes de soja" ou "pousses de soja" qui peuvent se consommer crus). Il doit donc impérativement être cuit pour être consommé par l’homme. Le germe de soja est un des ingrédients de base du bibimbap.